# Друга революційна армія
Друга революційна армія – з'єднання військ РСЧА (див. Радянська армія), створена в березні 1918 на території України, коли для посилення опору наступаючим австро-німецьким військам та формуванням Армії Української Народної Республіки (див. Контроль австро-німецьких військ над територією України в 1918) розрізнені та розкидані на великій відстані загони РСЧА було зведено в 5 армій. До складу Д.р.а. увійшли Тираспольський загін (5-й Заамурський кінний полк, загін Г.Котовського, китайський батальйон) Румунського фронту, 19-та і 164-та піхотні дивізії 12-го армійського корпусу Південно-Західного фронту та загони катеринославських робітників. Із запеклими боями армія відійшла до Катеринослава (нині м. Дніпро), а потім на лівий берег Дніпра. На початку квітня 1918 вона налічувала 1 тис. багнетів і незначну кількість кавалерії.
Разом із загонами 1-ї революційної армії Д.р.а. вела оборонні бої в Донбасі – за Чаплине (нині с-ще міськ. типу Васильківського р-ну Дніпропетровської обл.), Гришине (нині м. Красноармійськ), Авдіївку (нині місто Донецької обл.), Звєрєво (нині село) та м. Міллерово (обидва Ростовської обл., РФ), прикриваючи відхід ін. військ РСЧА. Одна частина армії відійшла до Царицина (нині м. Волгоград, РФ), ін. – на Калач, Богучар, Воронеж (усі нині міста Воронезької обл., РФ). Командир армії – командир Тираспольського загону Є.Венедиктов.